# Dieudonné M'bala M'bala
Dieudonné M'bala M'bala, noto anche semplicemente come Dieudonné (Fontenay-aux-Roses, 11 febbraio 1966), è un comico, cabarettista, attore e attivista politico francese di origine franco-camerunense.

## Biografia
Nato in Francia, da padre camerunense e madre francese della Bretagna, Dieudonné ha cinque figli dalla compagna Noémie Montaigne: Judas, Merlin, Plume, Bonnie e Noé. Dieudonné si è fatto conoscere come cabarettista negli anni novanta. A partire dalla seconda metà di questo decennio partecipa sempre di più alla vita politica.

## Carriera artistica

### Duo con Élie Semoun (1990-1997)
La carriera di Dieudonné inizia insieme ad Élie Semoun, che aveva conosciuto all'ultimo anno delle superiori con il quale forma il duo "Élie et Dieudonné". Si fanno notare con gli sketch "Un grand noir et un petit brun", con il quale iniziano uno schema ricorrente, mettendo in scena le origini ebraiche di Élie Semoun e africane di Dieudonné. Nei loro spettacoli affrontano per lo più tematiche sociali legate al razzismo e all'integrazione, tanto che diventano un simbolo di antirazzismo.
I due si separano subito dopo avere realizzato il loro unico film insieme, "Le Clone". Semoun, che aveva delegato a Dieudonné la gestione delle finanze del duo, lo accusa di non aver ripartito i guadagni in maniera equa, e di essere "rimasto un venditore di auto, accecato dai soldi".

### One man shows (2000-)
Negli anni 2000, Dieudonné inizia a lavorare da solo, raccogliendo molti successi. Il suo primo spettacolo "Dieudonné tout seul" è salutato come una forma di umorismo sociale e intellettuale, capace di affrontare temi spinosi. Nel 2001 con "Pardon Judas" basa il suo spettacolo sulla rivalutazione della figura dell'apostolo Giuda Iscariota, che viene messo a confronto con l'"ipocrisia" delle grandi religioni monoteiste. Lo spettacolo ha luogo in pieno Giubileo universale della Chiesa cattolica, ma Dieudonné riserva molti strali anche all'islam. Dichiara che se fossero ancora vivi, i profeti Gesù, Maometto, Budda, sarebbero tutti d'accordo nel sostenere che non devono esistere differenze di confessione religiosa fra gli uomini.
Nel 2003, riceve il Grand prix de l'humour noir per lo spettacolo.
Dieudonné continua a comparire in alcune pellicole cinematografiche, principalmente in commedie, come  Le Derrière (1999) di e con Valérie Lemercier, poi Asterix & Obelix - Missione Cleopatra, di Alain Chabat, HS Hors Service, di Jean-Paul Lilienfeld. Collabora con Gad Elmaleh, La Brigade, Saïan Supa Crew, Tom Novembre, Oxmo Puccino e Disiz.
Nel 2014, il quotidiano francese Le Figaro scrive che prima della sua svolta politica, Dieudonné è stato "forse il migliore dei cabarettisti francesi". Anche il settimanale "L'Express" stila un bilancio simile, scrivendo che "era uno dei migliori comici della sua generazione, prima di spostarsi in un'altra dimensione".

## Attivismo politico

### Militanza di centro-sinistra (1982-2005)
Dieudonné ha iniziato la militanza politica negli anni 1980 durante l'ascesa dell'indipendentismo in Nuova Caledonia. Milita in favore della popolazione kanaky e contro il colonialismo francese.
Torna ad interessarsi alla politica nel 1995, in occasione dell'"affare Ibrahim Ali". Un militante del Fronte Nazionale francese, un partito di estrema destra, aveva ucciso un giovane di origine comoriana; Dieudonné ne incontra i genitori e per lui questo incontro è come un "clic" per cui decide di impegnarsi contro il Fronte Nazionale, che all'epoca lui qualifica di "cancro" e di "follia fascista".
Nel 1997, Dieudonné lancia una formazione politica, il "Partito degli utopisti". Alle elezioni legislative francesi del 1997, si candida nella circoscrizione di Eure-et-Loir, per opporsi a Marie-France Stirbois, allora rappresentante locale del Fronte Nazionale francese. Durante la sua campagna, Dieudonné si è rivolto quasi esclusivamente ai giovani delle città popolari, ai quali promette stage sportivi e progetti culturali, e ottiene il 7,74% dei voti (3145 voti). La lotta di Dieudonné contro Marie-France Stirbois gli valse le lodi di una parte della sinistra, come Noël Mamère che incontra in questo periodo, e il cabarettista Marc Jolivet, che gli fa conoscere Daniel Cohn-Bendit. Tra gli altri comici, Guy Bedos espresse la sua ammirazione per Dieudonné dell'epoca. Essendo stato oggetto di attacchi razzisti, Dieudonné chiede aiuto alla Lega internazionale contro il razzismo e l'antisemitismo.
Circa fino al 2005 milita attivamente in un'area politica descrivibile come "centro-sinistra": sostiene i diritti dei clandestini "sans papier" e la proposta socialista del "diritto all'alloggio", sostiene occasionalmente l'associazione SOS Racisme. Nel 1998 si candida alle elezioni regionali "Les Utopistes" dichiarando di voler fermare il Fronte Nazionale francese ottenendo il 4,77% dei voti. Insieme alla romanziera franco-camerunense Calixthe Beyala avvia un dibattito sulla discriminazione positiva e più in generale al diritto di parola delle minoranze etniche, secondo lui confinate per lo più allo sport e al mondo dello spettacolo. Nel 2000 si aggrega a un collettivo di cabarettisti per denunciare il leader politico austriaco di estrema destra Jörg Haider.
Il suo attivismo mira a federare le comunità nere in Francia, diventandone una sorta di portavoce. In particolare, un tema ricorrente nei suoi discorsi è il parallelismo fra la tratta di esseri umani dall'Africa e l'Olocausto.

### La svolta a destra (2005- )

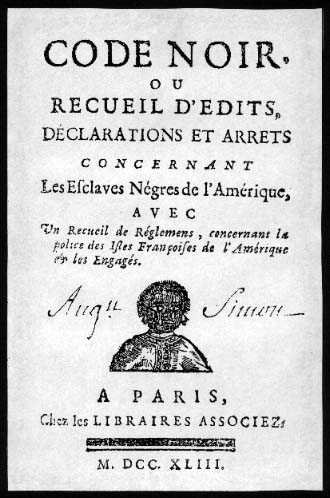
Il "Codice nero", raccolta di leggi e disposizioni promulgate da Luigi XIV di Francia riguardanti gli schiavi neri nelle colonie americane

Nel 2002, Dieudonné fa domanda di un contributo al "Centre national du cinéma et de l'image animée", emanazione del Ministero della Cultura francese, per realizzare un film dedicato al "Code noir" (fr. "Codice nero"), raccolta di articoli promulgati nel 1685 da Luigi XIV di Francia riguardanti le disposizioni sulla vita degli schiavi neri nelle colonie francesi nelle Americhe. Il contributo gli viene rifiutato, e da questo momento Dieudonné denuncia i "due pesi e due misure" dell'ente pubblico, sostenendo che se l'Olocausto ha ricevuto attenzione mediatica, la tratta di esseri umani dall'Africa non ne ha avuta altrettanta. Inizia a sostenere che il Centre National du Cinéma è viziato dall'ideologia sionista. La Lega internazionale contro il razzismo e l'antisemitismo, che pure aveva appoggiato il progetto all'inizio, prende progressivamente le distanze dalle sue dichiarazioni.
Dieudonné si avvicina alle posizioni della Nation of Islam americana, che cerca contatti per stabilirsi in Francia, e apre loro il suo teatro privato per un ciclo di rappresentazioni, a cui assiste un giovanissimo Kémi Séba
Nel 2007 è invitato in Iran dal ministro della Cultura

## Controversie
Particolarmente controverso per molte delle sue prese di posizione, Dieudonné ha visto progressivamente cambiare la sua immagine pubblica nel corso degli anni 2000.
I media lo hanno spesso etichettato come militante di sinistra radicale filopalestinese o (più spesso di recente) di destra, anche estrema, essendo stato difeso e sostenuto pubblicamente da Jean-Marie Le Pen è vicino alle posizioni del movimento politico dell'ex-comunista (poi membro del FN) Alain Soral, Égalité et réconciliation, di ispirazione antisionista, mentre lui si definisce anticomunitario, antisionista e repubblicano.
Le sue posizioni antisioniste sono sfociate più volte in accuse di antisemitismo e Dieudonné, che nei suoi spettacoli prende di mira religioni come l'Islam e il cristianesimo e non solo l'ebraismo, oltre a fare satira anche sugli africani, si è reso inviso a tutte le associazioni ebraiche francesi e a quelle che lottano contro il razzismo, tanto che nel 2011 ha subito la prima condanna in tribunale per uno spettacolo assieme allo storico negazionista dell'Olocausto Robert Faurisson. Spesso Dieudonné si riferisce all'Olocausto come Shohananas, e utilizza il simbolo dell'ananas per simboleggiare questa battuta.
L'ex membro del duo Élie Semoun ha dichiarato che una riconciliazione fra i due è impossibile dopo che Dieudonné aveva invitato Jean-Marie Le Pen, allora presidente del Fronte Nazionale, come padrino al battesimo di una delle sue figlie. Commentando la partecipazione ai suoi show del negazionista dell'Olocausto Robert Faurisson, Semoun descrive l'evoluzione politica di Dieudonné come un trauma:

### Laquenelle
Dieudonné ha inventato un particolare gesto, la quenelle. Il gesto, eseguito dal comico durante i suoi spettacoli, ha una connotazione sessuale perché indica la lunghezza del membro o di quello che il comico avrebbe invitato ad inserirsi nel posteriore ai sionisti, ed è una variante del gesto dell'ombrello. Stando ai media francesi il gesto è diventato virale, tanto da essere adottato da diversi movimenti antisemiti. Il presidente del Consiglio rappresentativo delle istituzioni ebraiche di Francia ha più volte dichiarato, così come altri rappresentanti di associazioni come la Lega contro il razzismo e l'antisemitismo, che si trattava di un saluto nazista invertito e dunque andava bandito.
Il comico ha annunciato querele per diffamazione in quanto, a suo dire, accusato di tenere discorsi antisemiti, che sono un reato in Francia; Dieudonné ha già subito in ogni caso due condanne con annesse ammende, per un totale di 48 000 euro, per avere espresso idee antisemite durante i suoi spettacoli. Nel 2013 lanciò una petizione online per lo scioglimento della Licra, da lui accusata di fomentare l'odio razziale invece di combatterlo, alla fine la petizione raccolse quasi 200.000 firme. Il gesto della quenelle venne ripreso anche dal calciatore Nicolas Anelka dopo un gol da lui realizzato in Premier League nel dicembre del 2013.
Dieudonné prima dell'inizio della sua stagione di trenta spettacoli per l'anno 2014 in tutta la Francia ha rimosso i contenuti antisemiti o riguardanti gli ebrei dagli stessi, per evitare il boicottaggio, malgrado ciò, le associazioni che ritengono ormai Dieudonné un pericoloso antisemita hanno ottenuto dal consiglio di stato l'annullamento per motivi di ordine pubblico dello spettacolo che si sarebbe dovuto tenere il 9 gennaio 2014, al teatro Zenith di Nantes, non perché vi fossero presenti contenuti antisemiti ma perché la sola presenza pubblica del comico, condannato per antisemitismo, è stata considerata turbamento dell'ordine pubblico, aprendo così un forte dibattito in Francia sulla libertà di espressione.

### Il processo per apologia di terrorismo
L'11 gennaio 2015, dopo la manifestazione pubblica svoltasi a Parigi per esprimere solidarietà alle vittime dell'azione terroristica contro i disegnatori della rivista Charlie Hebdo e contro il supermercato ebraico Hyper Casher, Dieudonné ha scritto su Facebook di sentirsi “Charlie Coulibaly”, mettendo insieme il nome del giornale satirico colpito dall'attentato e quello di uno dei terroristi, Amédy Coulibaly, quest'ultimo autore della strage nel supermercato ebraico. Per tale motivo il comico viene arrestato per apologia di terrorismo il 14 gennaio successivo, ma viene rilasciato già dopo poche ore dalla polizia francese in attesa di essere sottoposto al processo, in programma per il 4 febbraio successivo.. Il 18 marzo 2015 viene condannato a due mesi di carcere con sospensione condizionale della pena. Dieudonné era già stato condannato più volte per provocazioni antisemite. Il 3 agosto 2020 è stato bandito dalle piattaforme Facebook ed Instagram per aver utilizzato termini dispregiativi e disumanizzanti per descrivere gli ebrei e le vittime dell'Olocausto.

## Spettacoli

### Con Élie Semoun
- 1991 - 1993: Élie et Dieudonné

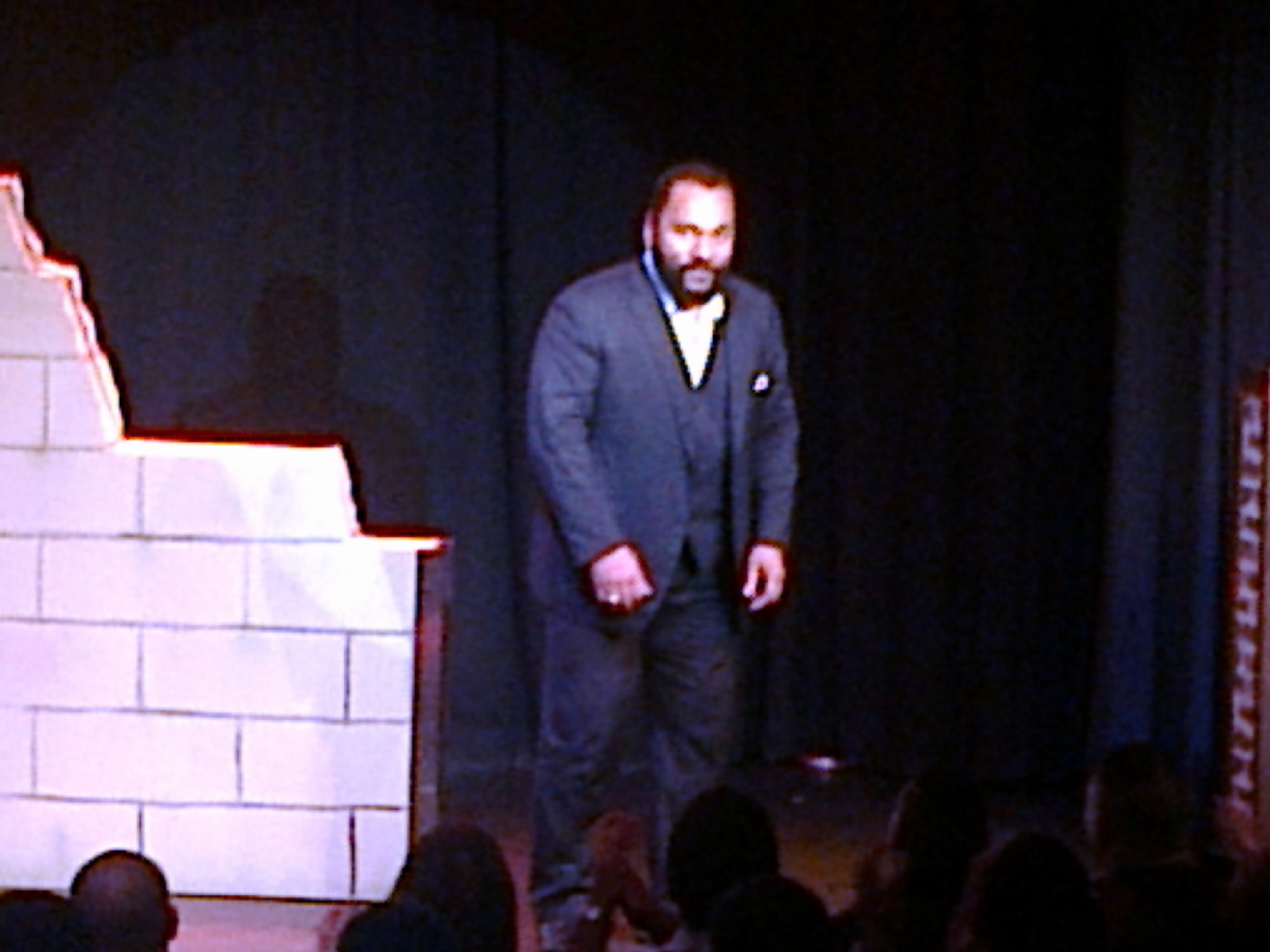
Dieudonné nel 2013

- 1993 ~ : L'avis des bêtes - Une certaine idée de la France
- 1996: Élie et Dieudonné en garde à vue

### Da solista
- 1997 : Tout seul
- 2000 : Pardon Judas
- 2002 : Cocorico !
- 2003 : Le Divorce de Patrick
- 2004 : Mes excuses
- 2005 : 1905
- 2006 : Dépôt de bilan
- 2007 : Best-of 1 : le meilleur de Dieudo
- 2008 : Best-of 2 : le meilleur de Dieudo
- 2008 : J'ai fait l'con
- 2009 : Sandrine
- 2010 : Mahmoud
- 2011 : Rendez-nous Jesus
- 2012 : Foxtrot
- 2013 : Le Mur
- 2014 : Asu Zoa (versione rimaneggiata dello spettacolo precedente, a seguito del divieto)
- 2015 : En paix
- 2016 : Les médias
- 2017 : La politique
- 2017 : La guerre
- 2018 : L'émancipation
- 2018 : En vérité
- 2019 : Gilets jaunes
- 2020 : Finissons-en !

## Filmografia parziale
- Asterix & Obelix - Missione Cleopatra (2002)
- Gli 11 comandamenti (2004)